# Audacity
Audacity (Engels voor "stoutmoedigheid", "kloekheid" of "onverschrokkenheid") is opensource-geluidsbewerkingsprogramma waarmee het mogelijk is WAV-, AIFF-, Ogg Vorbis-, en MP3-bestanden te maken, te bewerken en op te slaan. Audacity is beschikbaar voor Windows, MacOS, Unix-achtig en Linux. Het programma kan in ruim vijftig talen ingesteld worden, waaronder het Nederlands.
Audacity heeft filters voor het bewerken van geluid. Maar wat Audacity bijzonder maakt is dat het de berekeningen kan uitvoeren met een hogere interne kwaliteit, bijvoorbeeld met 32 bit-floating point. Daarnaast kan Audacity signalen met meerdere kanalen bewerken, en kunnen verschillende geluidssignalen tegelijkertijd afgespeeld worden.

## Geschiedenis
Audacity werd gestart door Dominic Mazzoni en de eerste versie verscheen in 1999. Versie 2 werd uitgebracht op 13 maart 2012.

## Afbeeldingen

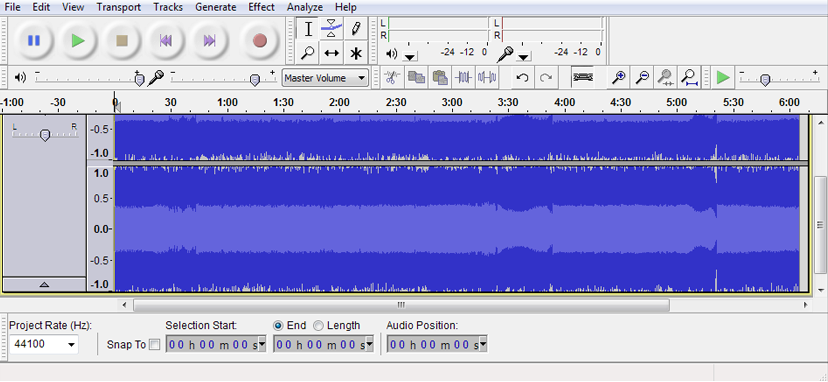
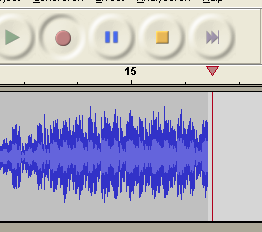
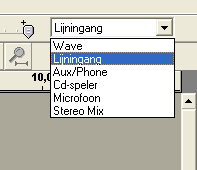